# ビャルニ・ベネディクトソン (1908年生の政治家)
ビャルニ・ベネディクトソン（アイスランド語: Bjarni Benediktsson, 1908年4月30日 - 1970年7月10日）は、アイスランドの政治家。
大学では憲法を研究し、24歳でアイスランド大学の教授に就任した。1934年に独立党からレイキャヴィーク市議会選挙に立候補し当選した。1940年から1947年まで同市の市長を務めた。1947年から1953年にかけて、アイスランドの外務大臣や法務大臣を歴任した。1963年から1970年にかけて首相を務めた。
1970年7月10日、自宅で発生した火事により死去した。ビャルニの妻と孫も火災に巻き込まれ命を落とした。